# 爆乳BOMB
『爆乳BOMB』（ばくにゅうボム）はちちのやから発売された、成年向けのオリジナルビデオアニメ(OVA)シリーズである。全3話。

## 概要
ちちのやが2009年に最初に発売したOVA。タイトル通り、会社名の由来にもなっている、乳房（巨乳）にこだわった作風なのが特徴。

## あらすじ
爆乳BOMB ＃1 看護士 立花薫 病院の中は煩悩がいっぱい。
耶麻根総合病院(やまねそうごうびょういん)で働く看護士『立花薫』は超がつく程セックスが大好き。今日も彼女は検温や夜勤の時間になると入院患者達に身体を使った献身看護と称したプレイを行う。
爆乳BOMB ＃2 美人妻 椎名美咲 昼間の団地は秘密がいっぱい。
２人の子供と旦那さんをもつごく普通の専業主婦、『椎名美咲』は超ド近眼。ある日、近眼を団地の管理人に利用されたことで、多額の借金を背負わされることになってしまう。
爆乳BOMB ＃3 女教師 若槻理沙 男子トイレは危険がいっぱい。
プライドが高く気が強いものの、抜群のスタイルをほこる女教師『若槻理沙』は学園中の男の目線を集めていた。ある日、趣味の自慰を不良生徒に見つかってしまう。

## 登場人物
※プロフィールは『ちちのや画集』より。
立花薫(たちばな かおる)
声-三村さやか
身長:158cm/スリーサイズ:B109(Kカップ) W60 H84/誕生日:10月2日/星座:てんびん座/血液型:AB型/一人称:わたし/趣味・特技:腰を振ること/好きなもの:セックス、童貞/嫌いなもの:薬
耶麻根総合病院で働く看護師。動けない患者を犯すことが好き、と豪語するほどセックスが趣味。基本的に年齢、容姿問わずに検温と称して患者達を片っ端から襲っている。逆に乱暴に襲われるのも好き。
椎名美咲(しいな みさき)
声-神林春奈
身長:156cm/スリーサイズ:B100(Jカップ) W58 H89/誕生日:1月12日/星座:やぎ座/血液型:O型/一人称:わたし/趣味・特技:炊事、洗濯、手料理/好きなもの:旦那様と子供、旅行/嫌いなもの:ゴキブリ
団地に住むごく普通の専業主婦で、おさげが特徴。メガネを掛けないと周囲がぼやけるほどの近眼。２児の母親であり、下の子供が乳飲み子な為、胸を揉まれることで母乳が吹き出す。近眼であることを団地の管理人に利用され、借金の連帯保証人となる書類にサインをしたことで多額の借金を背負わされてしまう。借金返済の為、家族に内緒で男性への奉仕を嫌々ながらも仕事としてやることになってしまうが、続けていく内に自分から快楽を求めていくようになってしまう。
若槻理沙(わかつき りさ)
声-西島かおり
身長:162cm/スリーサイズ:B98(Jカップ) W59 H88/誕生日:11月19日/星座:いて座/血液型:A型/一人称:私/趣味・特技:自慰/好きなもの:一人エッチ、歴史書を読み漁ること/嫌いなもの:男
学園で歴史を担当しているスタイル抜群の女教師。高飛車な性格でプライドが高く、男を見下している。常にノ一ブラで過ごしている。しかし、その性格の反動からか、男達からの舐めるような視線に興奮しており、トイレで自慰をしている。また、一度調教されると従順な雌奴隷と化す。女子トイレが清掃中であったため、男子トイレで隠れて自慰をしていたところを、不良生徒達に見つかってしまい、男子生徒を始め、用務員や学園長からも辱めを受けることに。